# یواس‌اس رکون (اس‌پی-۵۰۶)
یواس‌اس رکون (اس‌پی-۵۰۶) (به انگلیسی: USS Raccoon (SP-506)) یک کشتی بود که طول آن ۵۰ فوت (۱۵ متر) بود. این کشتی در سال ۱۹۱۵ ساخته شد.